# کوواس دی سان مارکوس
کوواس دی سان مارکوس (به اسپانیایی: Cuevas de San Marcos) یک دهستان اسپانیا است که در استان مالاگا واقع شده‌است.

## خصوصیات
کوواس دی سان مارکوس ۳۷ کیلومترمربع مساحت و ۴٬۰۹۷ نفر جمعیت دارد و ۴۲۲ متر بالاتر از سطح دریا واقع شده‌است.